# Municipio de Myers
El municipio de Myers (en inglés: Myers Township) es un municipio ubicado en el condado de Grundy en el estado estadounidense de Misuri. En el año 2010 tenía una población de 161 habitantes y una densidad poblacional de 1,77 personas por km².

## Geografía
El municipio de Myers se encuentra ubicado en las coordenadas 40°13′42″N 93°26′00″O / 40.22833, -93.43333. Según la Oficina del Censo de los Estados Unidos, el municipio tiene una superficie total de 91.15 km², de la cual 90,85 km² corresponden a tierra firme y (0,33 %) 0,3 km² es agua.

## Demografía
Según el censo de 2010, había 161 personas residiendo en el municipio de Myers. La densidad de población era de 1,77 hab./km². De los 161 habitantes, el municipio de Myers estaba compuesto por el 96,89 % blancos, el 0,62 % eran amerindios, el 0,62 % eran asiáticos, el 0,62 % eran de otras razas y el 1,24 % eran de una mezcla de razas. Del total de la población el 1,24 % eran hispanos o latinos de cualquier raza.